# Pucallpa robusta
Pucallpa robusta là một loài bọ cánh cứng trong họ Cerambycidae.